# Chongqing
Chongqing (kineski: 重庆市, pinyin: Chóngqìng) je veliki grad u Kini na rijeci Yang Tze, koji ima status kineske pokrajine, tj. pokrajinska općina (直辖市, zhíxiáshì). Od četiri pokrajinske općine (ostale tri su Peking, Tianjin i Šangaj) Chongqing je najveća, površine od 82.401 km², i jedina koja je smještena duboko na kopnu, odnosno jedina u slabije nastanjenoj zapadnoj polovici države.
Sam grad ima 6 ili 7 milijuna stanovnika, ali se procjenjuje da gradska aglomeracija (širi urbanizirani prostor grada) ima preko 30 milijuna stanovnika, te bi prema tome Chongqing bio jedan od najvećih gradova na svijetu (grad je u zadnjih 10 godina brzo narastao te se teško može procijeniti koliko ima stanovnika). Grad je izrazito brzo narastao nakon izgradnje brane Tri klanca na rijeci Yang Tze zbog koje se moralo preseliti nekoliko milijuna stanovnika. 

## Zemljopis
Chongqing je smješten u dolini Yungui na ušću rijeke Jialing u Jangce i iako je od mora udaljen 2.250 km, velika je luka, prometno čvorište i industrijsko središte ovog dijela zemlje. Sa svih strana je okružen planinama (Daba Shan na sjeveru, Wu Shan na istoku, Wuling Shan na jugoistoku i Dalou Shan na jugu). Grad ima humidnu suptropsku klimu pod utjecajem monsuna.
Urbano područje užeg Chongqinga uključuje distrikt Yuzhong (渝中区, ili „Središnji distrikt Chongqinga”), najnaseljeniji distrikt, gdje su smješteni upravni uredi. Ostali distrikti su Nan'an (南岸区, ili „Distrikt kužne obale”), Jiangbei (江北区, ili „Distrikt sjeverno od rijeke”), Shapingba (沙坪坝区), Jiulongpo (九龙坡区) i Dadukou (大渡口区).

## Povijest
Chongqing se prvi put spominje kao glavni grad polumitske države Ba koju je 316. pr. Kr. zauzela država Qin. Grad je bio na jednom od putova svile, te se profilirao kao značajno trgovačko središte. Nekoliko puta je mijenjao ime, a sadašnje je dobio 1189. godine za vrijeme dinastije Sung kada je kralj Zhao Dun (car Guangzong) opisao svoju krunidbu kao „dvostruko slavlje” (雙重喜慶, shuāngchóng xǐqìng, skr. chongqing). God. 1362. vođa seljačke pobune Ming Yuzhen osnovao je kraljevstvo Daxia (大夏) koje je kratko trajalo s Chongqingom kao glavnim gradom. God. 1621. je za vrijeme dinastije Ming postojalo kratkotrajno kraljevstvo Daliang (大梁) sa sjedištem u Chongqingu.
Dinastija Qing je poticala naseljavanje Chongkinga i Sečuana, a 1890. je u gradu otvoren britanski konzulat, te je 1891. god. dobio dozvolu za trgovinu sa strancima. Od 1929. god. je dio Republike Kine. Za vrijeme Drugog kinesko-japanskog rata 1937. – 1945. (dio 2. svj. rata) je Chongqing privremeno bio glavni grad Kine (Peking su okupirali Japanci) i sjedište vlade generala Chiang Kai-sheka. Zbog toga je grad pretrpio jako japansko bombardiranje. Tijekom rata su u Chongqing preseljene mnoge tvornice iz ostalih dijelova Kine, te je postao jako industrijsko središte. Nakon rata je bio dio pokrjaine Sečuan. Nakon 1997. god. grad je brzo narastao, te je dobio status gradske pokrajine.

## Znamenitosti
Skulpture u stijenama Dazua (kineski: 大足石刻; pinyin: Dàzú Shíkè), čini sustav skulptura isklesanih u stijenama strmih litica brda općine Chongqing, 60 km zapadno od grada, u kineskoj geografskoj pokrajini Dazu. Njih čini 75 lokaliteta s oko 50.000 skulptura i više od 100.000 kineskih znakova koji čine natpise i epigrafe. Oni datiraju u 7. stoljeće i nastale su pod utjecajem budizma, konfucijanizma i taoizma. Najznamenitije skulpture se nalaze na brdima Baoding i Beishan. God. 1999., Skulpture u stijenama Dazua su upisane na UNESCO-ov popis mjesta svjetske baštine u Aziji zbog „velike umjetničke vrijednosti, bogatstva sakralnih i profanih motiva, i spoznaja o svakodnevici ljudi koji su živjeli u Kini dinastije Tang. One predstavljaju izvanredan dokaz o skladnoj sintezi budizma, taoizma i konfucijanizma”.
UNESCO-ova svjetska baština je također i Krš Wulonga (武隆喀斯特) koji je nastao značajnim uzdizanjem vapnenačkih visoravni čime su nastale divovske vrtače (Tiankeng) nastale propadanjem stropova špilja i prirodni mostovi iznad jako dubokih vrtača i špilja.

## Upravna podjela
Chongqing je podijeljen na 19 distrikta (区 qū), 17 okruga (县 xiàn) i 4 autonomna okruga (自治县 zìzhìxiàn):
| #                                 | Naziv                             | Kinesko pismo         | Pinyin                            | Stanovništvo (2006.) | Površina (km²) | Gustoća (/km²) |
| --------------------------------- | --------------------------------- | --------------------- | --------------------------------- | -------------------- | -------------- | -------------- |
| Distrikti u gradskom središtu     |                                   |                       |                                   |                      |                |                |
| 1.                                | Yuzhong                           | 渝中区                | Yúzhōng Qū                        | 600.000              | 22             | 27.273         |
| 2.                                | Dadukou                           | 大渡口区              | Dàdùkǒu Qū                        | 220.000              | 103            | 2.136          |
| 3.                                | Jiangbei                          | 江北区                | Jiāngběi Qū                       | 500.000              | 221            | 2.262          |
| 4.                                | Shapingba                         | 沙坪坝区              | Shāpíngbà Qū                      | 740.000              | 383            | 1.932          |
| 5.                                | Jiulongpo                         | 九龙坡区              | Jiǔlóngpō Qū                      | 780.000              | 432            | 1.806          |
| 6.                                | Nan'an                            | 南岸区                | Nán'àn Qū                         | 55.000               | 274            | 2.007          |
| 7.                                | Beibei                            | 北碚区                | Běibèi Qū                         | 650.000              | 755            | 861            |
| 8.                                | Wansheng                          | 万盛区                | Wànshèng Qū                       | 270.000              | 566            | 477            |
| 10.                               | Yubei                             | 渝北区                | Yúběi Qū                          | 880.000              | 1.452          | 606            |
| 11.                               | Banan                             | 巴南区                | Bānán Qū                          | 860.000              | 1.825          | 471            |
| Distrikti izvan gradskog središta |                                   |                       |                                   |                      |                |                |
| 9.                                | Shuanqiao                         | 双桥区                | Shuāngqiáo Qū                     | 50.000               | 43             | 1.163          |
| 12.                               | Wanzhou                           | 万州区                | Wànzhōu Qū                        | 1.710.000            | 3.457          | 495            |
| 13.                               | Fuling                            | 涪陵区                | Fúlíng Qū                         | 1.120.000            | 2.946          | 380            |
| 14.                               | Qianjiang                         | 黔江区                | Qiánjiāng Qū                      | 510.000              | 2.397          | 213            |
| 15.                               | Changshou                         | 长寿区                | Chángshòu Qū                      | 880.000              | 1.415          | 622            |
| 16.                               | Hechuan                           | 合川区                | Héchuān Qū                        | 1.510.000            | 2.356          | 641            |
| 17.                               | Yongchuan                         | 永川区                | Yǒngchuān Qū                      | 1.080.000            | 1.576          | 685            |
| 18.                               | Jiangjin                          | 江津区                | Jiāngjīn Qū                       | 1.460.000            | 3.200          | 456            |
| 19.                               | Nanchuan                          | 南川区                | Nánchuān Qū                       | 650.000              | 2.602          | 250            |
| Okruzi                            |                                   |                       |                                   |                      |                |                |
| 20.                               | Qijiang                           | 綦江县                | Qíjiāng Xiàn                      | 950.000              | 2.182          | 235            |
| 21.                               | Tongnan                           | 潼南县                | Tóngnán Xiàn                      | 910.000              | 1.585          | 574            |
| 22.                               | Tongliang                         | 铜梁县                | Tóngliáng Xiàn                    | 800.000              | 1.342          | 596            |
| 23.                               | Dazu                              | 大足县                | Dàzú Xiàn                         | 930.000              | 1.390          | 669            |
| 24.                               | Rongchang                         | 荣昌县                | Róngchāng Xiàn                    | 820.000              | 1.079          | 760            |
| 25.                               | Bishan                            | 璧山县                | Bìshān Xiàn                       | 610.000              | 912            | 669            |
| 26.                               | Dianjiang                         | 垫江县                | Diànjiāng Xiàn                    | 910.000              | 1.518          | 599            |
| 27.                               | Wulong                            | 武隆县                | Wǔlóng Xiàn                       | 400.000              | 2.872          | 139            |
| 28.                               | Fengdu                            | 丰都县                | Fēngdū Xiàn                       | 800.000              | 2.896          | 276            |
| 29.                               | Chengkou                          | 城口县                | Chéngkǒu Xiàn                     | 230.000              | 3.286          | 70             |
| 30.                               | Liangping                         | 梁平县                | Liángpíng Xiàn                    | 880.000              | 1.890          | 466            |
| 31.                               | Kai                               | 开县                  | Kāi Xiàn                          | 1.540.000            | 3.959          | 389            |
| 32.                               | Wuxi                              | 巫溪县                | Wūxī Xiàn                         | 520.000              | 4.030          | 129            |
| 33.                               | Wushan                            | 巫山县                | Wūshān Xiàn                       | 600.000              | 2.958          | 203            |
| 34.                               | Fengjie                           | 奉节县                | Fèngjié Xiàn                      | 1.010.000            | 4.087          | 247            |
| 35.                               | Yunyang                           | 云阳县                | Yúnyáng Xiàn                      | 1.300.000            | 3.634          | 358            |
| 36.                               | Zhong                             | 忠县                  | Zhōng Xiàn                        | 970.000              | 2.184          | 444            |
| Autonomni okruzi                  |                                   |                       |                                   |                      |                |                |
| 37.                               | Shizhu (za narod Tujia)           | 石柱土家族 自治县     | Shízhù Tǔjiāzú Zìzhìxiàn          | 520.000              | 3.013          | 173            |
| 38.                               | Pengshui (za narode Tujia i Mjao) | 彭水苗族土家族 自治县 | Péngshuǐ Miáozú Tǔjiāzú Zìzhìxiàn | 630.000              | 3.903          | 161            |
| 39.                               | Youyang (za narode Tujia i Mjao)  | 酉阳土家族苗族 自治县 | Yǒuyáng Tǔjiāzú Miáozú Zìzhìxiàn  | 760.000              | 5.173          | 147            |
| 40.                               | Xiushan (za narode Tujia i Mjao)  | 秀山土家族苗族 自治县 | Xiùshān Tǔjiāzú Miáozú Zìzhìxiàn  | 620.000              | 2.450          | 253            |

## Gospodarstvo
Chongqing se profilirao kao značajna luka na rijeci Yang Tse (posebno nakon izgradnje brane Tri klanca nakon čega mogu do grada dolaziti veliki brodovi). Grad se ubrzano industrijalizira kao dio vladine politike razvoja zapadnih dijelova Kine. Razvijena je automobilska (Chang'an Motors) i metaloprerađivačka industrija. Gospodarski grad do 2007. je treći po veličini u Kini (15% godišnje).

## Vanjske poveznice
- Chongqing na portalu Encyclopædia Britannica (engl.)
- Službene stranice grada (kin.)